# HDK Stavbar Maribor
HK Maribor je slovenski klub hokeja na ledu iz Maribora. Osnovan je 1993.